# Ștefan Bârlea
Ștefan Bârlea (Alternativname: Ştefan Bîrlea; * 24. Januar 1934 in Bukarest; † 2014) war ein rumänischer Politiker und Funktionär der Rumänischen Kommunistischen Partei (PCR), der unter anderem von 1982 bis 1984 Vorsitzender des Staatlichen Planungskomitees sowie zugleich Mitglied des Verteidigungsrates der Sozialistischen Republik Rumänien war. Darüber hinaus war er zwischen 1984 und 1988 Kandidat des Politischen Exekutivkomitees des Zentralkomitees (ZK) der PCR.

## Leben
Ștefan Bârlea wurde 1948 Mitglied der Union der jungen Werktätigen UTM (Uniunea Tineretului Muncitor), des Jugendverbandes der Kommunistischen Partei, und schloss 1951 seinen Schulbesuch am „Gheorghe Lazăr“-Gymnasium in Bukarest ab. Daraufhin begann er ein Studium an der Fakultät für Wirtschaftsingenieurwesen des Polytechnischen Instituts Bukarest und schloss dort 1956 seine Promotion als Doktor im Fach Wirtschaftsingenieurwesen ab. 1955 trat er der Rumänischen Arbeiterpartei PMR (Partidul Muncitoresc Român) als Mitglied bei und lehrte zwischen 1956 und 1965 selbst als Wissenschaftlicher Assistent und Dozent am Polytechnischen Institut Bukarest.
Neben dieser Tätigkeit engagierte sich Bârlea des Weiteren in der UTM und war von 1956 bis 1957 Mitglied des ZK der UTM sowie in der Folgezeit Leiter der Studentenabteilung und stellvertretender Leiter der Organisationsabteilung des ZK der UTM, Sekretär des Bukarester Stadtkomitees der UTM und des UTM-Komitees des Polytechnischen Instituts Bukarest. Er war des Weiteren zwischen Juni 1956 und dem 31. März 1962 Mitglied des Büros des Parteikomitees des Universitätszentrums Bukarest und des Büros des ZK der UTM sowie vom 11. März 1962 bis zum 2. November 1965 Sekretär des ZK der UTM und gleichzeitig Präsident des Rates der Studentenvereinigung von Rumänien UASR (Uniunii Asociațiilor Studențești din România). Im Anschluss fungierte er zwischen dem 2. November 1965 und 1967 als stellvertretender Leiter der Wissenschaftsabteilung des ZK und war danach von 1967 bis zum 7. Mai 1972 Erster Vizepräsident des Nationalen Rates für Wissenschaft und Technologie sowie abermals Präsident des Rates der UASR. Auf dem Neunten Parteitag der PCR (19. bis 24. Juli 1965) wurde er zunächst Kandidat des Zentralkomitees (ZK) der PCR sowie auf dem darauf folgenden Zehnten Parteitag der PCR (6. bis 12. August 1969) Mitglied des ZK der PCR und gehörte diesem Parteigremium bis zum 24. November 1989 an. 1965 wurde er darüber hinaus Mitglied der Großen Nationalversammlung (Marea Adunare Națională) und vertrat dort bis 1969 den Wahlbezirk „Nr. 2 Timişoara-Südost“ sowie zwischen 1969 und 1975 den Wahlbezirk „Nr. 5 Holboca“, wobei er seit dem 13. März 1969 auch Vizepräsident der Kommission für Bildung, Wissenschaft und Kultur der Großen Nationalversammlung war.
Am 21. Oktober 1969 wurde Ștefan Bârlea Erster Vizepräsident des Nationalen Rates für wissenschaftliche Forschung und lehrte zwischen 1972 und 1979 Dozent an der Fakultät für Mechanik des Polytechnischen Instituts Bukarest. Zugleich fungierte er von 1972 bis 1979 als stellvertretender Leiter der Kanzleiabteilung des ZK der PCR und war zudem zwischen dem 7. Mai 1972 und 1973 Leiter des Staatsprotokolls. Er war seit 1974 Kabinettschef von Staatspräsident Nicolae Ceaușescu und fungierte von 1981 bis zum 1. November 1982 als Leiter der Kanzleiabteilung des ZK der PCR. Im Anschluss wurde er am 3. November 1982 als Nachfolger von Emilian Dobrescu Vorsitzender des Staatlichen Planungskomitees und bekleidete dieses Amt bis zum 18. Juni 1988, woraufhin Radu Bălan seine Nachfolge antrat. In dieser Funktion war er zwischen dem 3. November 1982 und dem 18. Juni 1988 zugleich Mitglied des Verteidigungsrates der Sozialistischen Republik Rumänien, eines der höchsten Gremien der Sozialistischen Republik und das maßgebliche Organ für Fragen der nationalen Verteidigung. Auf dem Dreizehnten Parteitag der PCR (19. bis 22. November 1984) wurde er schließlich Kandidat des Politischen Exekutivkomitees des ZK der PCR und verblieb in dieser Funktion bis zum 28. Juni 1988. Er war zwischen 1985 und 1989 abermals Mitglied der Großen Nationalversammlung, in der er den Wahlbezirk „Harghita“ vertrat. Zuletzt lehrte er von August 1988 bis 1989 als Professor am Polytechnischen Institut Bukarest.
Für seine langjährigen Verdienste wurde er mehrfach ausgezeichnet und erhielt unter anderem am 14. Juni 1957 die Medaille für Arbeit (Medalia Muncii), am 30. April 1962 den Orden der Arbeit Dritter Klasse (Ordinul Muncii), am 30. April 1966 den Orden Tudor Vladimirescu Vierter Klasse (Ordinul Tudor Vladimirescu), am 26. September 1966 den Orden für wissenschaftliche Verdienste Zweiter Klasse (Ordinul „Meritul Științific“), am 4. Mai 1971 den Orden 23. August Vierter Klasse (Ordinul 23. August), am 7. Mai 1981 den Orden Tudor Vladimirescu Zweiter Klasse, am 20. Mai 1984 den Orden der Arbeit Erster Klasse, 1984 den Orden Verteidigung des Vaterlandes Zweiter Klasse (Ordinul „Apãrarea Patriei“) sowie am 20. August 1984 die Gedenkmedaille „40. Jahrestag der sozialen und nationalen Befreiung, der antifaschistischen und antiimperialistischen Revolution“ (Medalia comemorativă „A 40-a aniversare a revoluției de eliberare socială și națională, antifascistă și antiimperialistă“).

## Veröffentlichungen
Er verfasste außerdem Bücher zur Untersuchung von Produktionskapazitäten im Maschinenbau sowie zur Einführung in die Kybernetik industrieller Systeme. Zu seinen Werken gehören:
- Capacitatea de producție în construcția de mașini, metode de calcul, Editura Tehnică, Bukarest 1972
- Inițiere în cibernetica sistemelor industriale, Mitautor, Editura Tehnică, Bukarest 1975
- Contribuții la studiul capacităților de producție în industria constructoare de mașini